# Tom Franklin
Thomas Gerald Franklin (geboren 7. Juli 1963) ist ein US-amerikanischer Schriftsteller.

## Leben
Franklin stammt aus Dickinson (Alabama), einer Kleinstadt in der Nähe von Monroeville, der Stadt, in welcher der Roman Wer die Nachtigall stört spielt.
Franklin bezeichnet sich selbst als durchschnittlichen Schüler. Nach der Highschool studierte er an der University of South Alabama in Mobile und schloss das Studium mit einem Bachelor ab. 1998 erhielt er einen Master of Fine Arts von der University of Arkansas. Dort traf er auch seine Ehefrau, die Schriftstellerin Beth Ann Fennelly. Sie sind Eltern von drei Kindern.
Zurzeit arbeitet Franklin als Associate Professor an der University of Mississippi.

## Werk und Wirken
Sein Schreibstil wird oft mit Cormac McCarthy oder Flannery O’Connor verglichen. Seine erste Veröffentlichung war eine Sammlung von Kurzgeschichten, die 1999 unter dem Titel Poachers erschien. Die Hauptgeschichte gewann den Edgar Award. Seinen ersten Roman, Die Gefürchteten veröffentlichte er 2003. In diesem nimmt er Bezug auf einen wahren Vorfall, der sich 1899 in der Nähe seiner Heimatstadt ereignete. Im Jahr 2006 wurde der Roman Smonk: Die Stadt der Witwen veröffentlicht, der ebenfalls in Alabama angesiedelt ist. Franklins bekanntester Roman Crooked Letter, Crooked Letter veröffentlicht im Jahr 2010, ist ebenfalls preisgekrönt. Ab dem Jahr 2019 ist der Roman Schwerpunktthema im Englisch-Abitur des Landes Baden-Württemberg. Zusammen mit seiner Frau veröffentlichte Franklin 2013 den Roman The Tilted World. Wie alle anderen Werke von ihm spielt auch dieser Roman im amerikanischen Süden. Thematisch wird die Mississippiflut 1927 aufgegriffen.

## Auszeichnungen
- 2019: Deutscher Krimipreis (2. Platz international) für Krumme Type, krumme Type

## Werke

### Kurzgeschichten
- Poachers, Harper Collins, 1999
  - Wilderer, Pulp 54, Pulp Master, Berlin 2020, ISBN 978-3-946582-07-6

### Romane
- Hell at the Breech, Harper Collins, 2003
  - Die Gefürchteten, deutsche Übersetzung von Wolfgang Müller, Heyne, München 2005
- Smonk, Harper Collins, 2006
  - Smonk, deutsche Übersetzung von Nikolaus Stingl, Pulp 42, Pulp Master, 2017, ISBN 978-3-927734-81-4
- Crooked Letter, Crooked Letter, Harper Collins, 2010
  - Krumme Type, krumme Type, deutsche Übersetzung von Nikolaus Stingl, Pulp 49 Pulp Master, Berlin 2018, ISBN 978-3-927734-99-9
- mit Beth Ann Fennelly: The Tilted World, Harper Collins, 2013
  - Das Meer von Mississippi, deutsche Übersetzung von Eva Bonné, Heyne Verlag, München 2021, ISBN 978-3-453-27285-9